# 一条経輔
一条 経輔（いちじょう つねすけ）は、室町時代前期の公卿。関白・一条経嗣の長男。官位は正二位・権大納言。

## 経歴
初名は良忠。義祖父・一条経通の例に従い、応永2年12月（1396年1月）に吉田社に参詣し元服。それと同時に正五位下・禁色宣下。応永3年（1396年）に従三位・権中納言に叙任され、応永5年（1398年）に正三位に叙される。
応永8年（1401年）に従二位・権大納言に叙任され、橘氏是定を務めている。応永10年（1403年）正二位に叙される。しかし、病弱であり、応永18年11月（1412年1月）に権大納言を辞任し、応永23年（1416年）に出家した。その後の消息は不明。一条家は異母弟の兼良が継いだ。

## 官歴
※以下、註釈が無いものは『公卿補任』の記載に従う。
- 応永2年12月14日（1396年1月24日）：元服し、正五位下に陞叙、禁色を聴す[2]。
- 応永3年（1396年）10月21日：権中納言に任じ、従三位に初叙。左近衛中将如元
- 応永5年（1398年）正月13日：正三位に陞叙。
- 応永8年（1401年）正月5日：従二位に陞叙。3月24日：権大納言に任ず。10月20日：橘氏是定と為す。
- 応永10年（1403年）正月6日：正二位に陞叙。
- 応永15年（1408年）4月：名を経輔と改む。
- 応永18年11月25日（1412年1月8日）：権大納言を辞任。
- 応永23年（1416年）8月25日：出家。